# Хикс, Тэйлор
Тэйлор Хикс (англ. Taylor Hicks, Бирмингем, США, р. 7 октября 1976 года) — американский певец, победитель музыкального телешоу American Idol сезона 2006 года. До участия в конкурсе около десяти лет концертировал в юго-восточных штатах США. В настоящее время играет в бродвейском мюзикле «Бриолин».

## Дискография

### Студийные альбомы
- 2006: Taylor Hicks
- 2008: Early Works
- 2009: The Distance